# 노부나가의 야망 DS
《노부나가의 야망 DS》(일본어: 信長の野望DS)는 코에이에서 2006년 4월 27일에 발매된 닌텐도 DS용 역사 시뮬레이션 게임이다. 《열풍전withPK》를 베이스로 개발되어, 맵과 코멘트, '제왕의 전투(諸王の戦い)' 시나리오 등의 특징에서 PS판을 베이스로 하고 있는 것을 알 수 있다. 단, 터치 패널의 마우스와 유사한 조작성과 두 화면의 활용 등 윈도우판에 가까운 부분도 가지고 있다.
얼굴 그래픽은 《천하창세》나 《혁신》 등, 발매 당시의 작품에서 사용하고 있던 그래픽을 베이스로 하고 있다. 오다 가 가문(家紋)에 대해서도 《열풍전》의 청색 표시가 아닌, 《람세기》 이후의 적색 표시로 되어 있다.
베이스가 된 《열풍전withPK》처럼 신무장과 신가보를 등록하여 게임에 등장시키는 것은 할 수 있지만, 기존의 무장이나 성의 데이터 에디터 기능은 탑재되지 않았다. 최초의 화면에 등장하는 옵션에서는 무장의 데이터나 역사 이벤트를 볼 수 있다. 또 일부의 ROM에서는 후리가나가 없고, 생몰년의 표기가 이상하거나 하는 무장이 일부있다.